# Арени

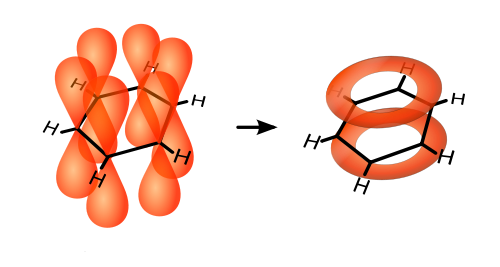
Локалізація атомних орбіталей у молекулі бензену

Аре́ни (також аромати́чні вуглево́дні) — органічні сполуки, які належать до класу карбоциклічних сполук. У складі молекули ароматичних вуглеводнів є одна або кілька груп з атомів вуглецю, сполучених у ароматичне кільце замкненою системою спряжених пі-зв'язків (див. формула Кекуле). За сучасними уявленнями, атоми вуглецю в ароматичному ядрі сполучені електронами двох типів: одні електрони містяться в площині молекули, інші розміщені перпендикулярно до неї.

## Представники
Найпростішим представником ароматичних вуглеводнів є бензен, складнішими — нафтален, антрацен, які мають кілька бензенових ядер.
У великій кількості вони містяться в кам'яновугільній смолі, яку одержують при коксуванні вугілля.
Назва «ароматичні» виникла у зв'язку з тим, що перші сполуки цього класу добували з природних запашних речовин.

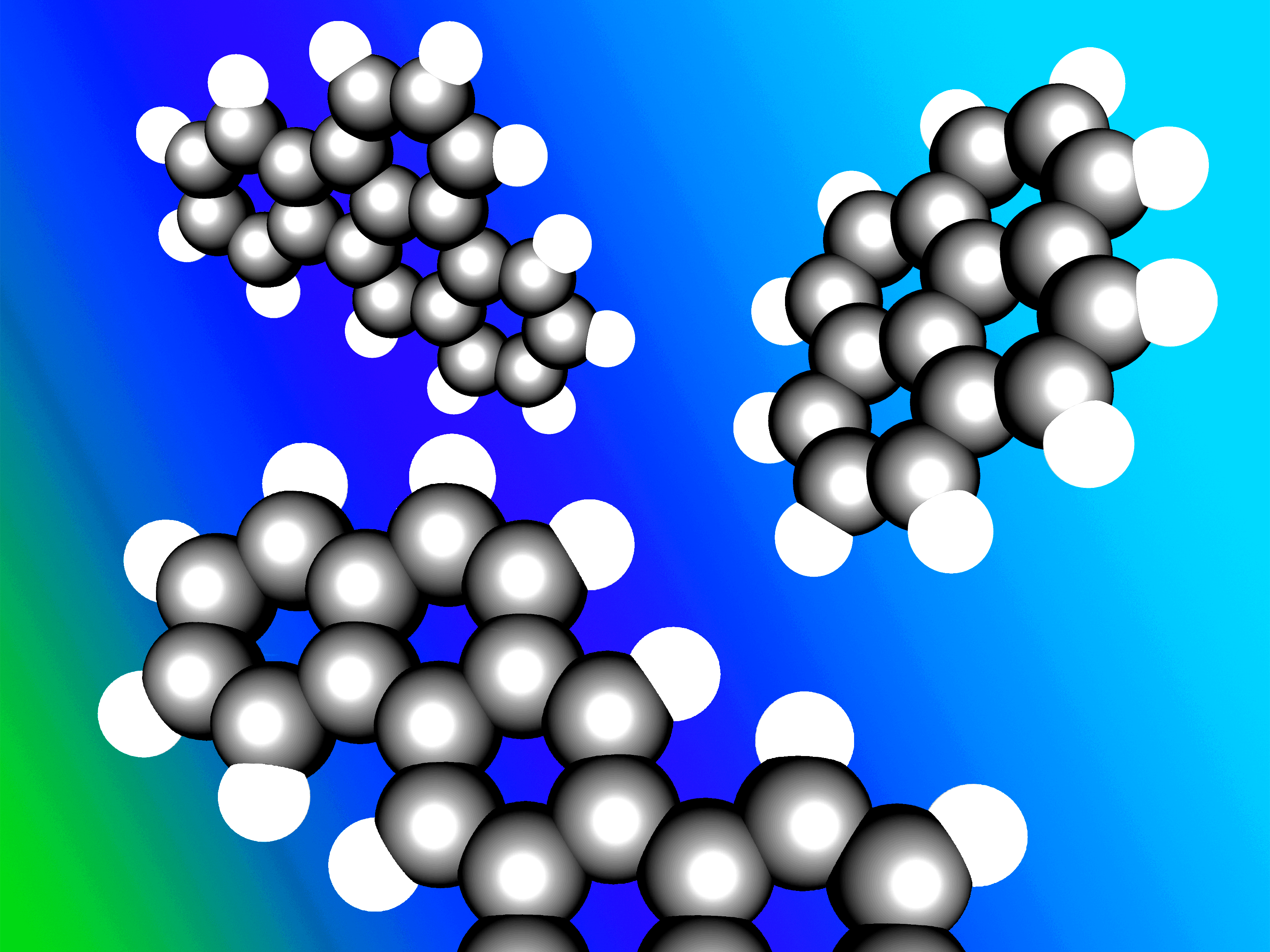
Моделі молекул поліциклічних вуглеводнів

## Фізичні властивості
Моноциклічні (одноколові: бензен, толуен) арени — безбарвні рідини зі специфічним запахом, леткі, вогненебезпечні, легші за воду, не розчиняються в ній. Добре розчиняються в органічних розчинниках, є розчинниками для багатьох органічних речовин.

## Хімічні властивості
Ароматичні вуглеводні відзначаються особливою здатністю до реакцій заміщення і стійкістю бензенового ядра. При заміні водню в ароматичних вуглеводнів на галоген утворюються галогенопохідні; при реакціях з концентрованою азотною або сірчаною кислотами — нітросполуки або сульфосполуки.
Ароматичні вуглеводні майже не здатні до реакцій приєднання.
- Реакція горіння (на прикладі бензену):

2 C6H6 + 15 O2 → 12 CO2 + 6 H2O
Арени горять кіптявим полум'ям, що свідчить про великий вміст вуглецю.

### Реакції заміщення

#### Галогенування
На прикладі бензолу:
{\displaystyle {\ce {C6H6 + Br2 ->[FeCl3, FeBr3, t]C6H5Br + HBr}}}
Реакція відбувається за умови каталізатора FeCl3 або FeBr3 і простої речовини Br2 у чистому вигляді до утворення бромбензолу і бромідної кислоти.
Реакція протікає у декілька етапів.
1. Молекула брому поляризується під дією каталізатора:
{\displaystyle {\ce {Br2 ->[FeBr3]Br+ + Br-}}}
2. Каталізатор забирає негативний полюс молекули, утворюючи FeBr4-, а позитивний атом прикріплюється до бензолу: 
{\displaystyle {\ce {FeBr3 + Br- -> FeBr4-}}}
3. Позитивний іон брому забирає два електрони з ароматичної системи, утворюючи ковалентний зв'язок з одним з атомів вуглецю, при цьому порушуючи ароматичність: 
{\displaystyle {\ce {C6H6 + Br+ -> C6H6Br+}}}
4. Атом водню, який зв'язаний із цим атомом вуглецю, відає свій електрон та вилітає, відновлюючи ароматичність: 
{\displaystyle {\ce {C6H6Br+ -> C6H5Br + H+}}}
5. Іон водню прикріплюється до каталізатора з негативним іоном брому, вивільнюючи каталізатор та утворюючи бромідну кислоту: 
{\displaystyle {\ce {H+ + FeBr4- -> HBr + FeBr3}}}
На прикладі толуену: 
{\displaystyle {\ce {C6H5CH3 + 3Br2 -> C6H2Br3CH3 + 3HBr}}}
Реакція відбувається за звичайних умов при взаємодії толуену з бромною водою (розчин простої речовини брому у воді) до утворення 2,4,6-трибромтолуену (2,4,6-бром-1-метилбензен) — білого осаду (якісна реакція на толуен) і бромідної кислоти у співвідношенні 1:3.
При заміщенні аренів атомом хлору (Cl) використовується каталізатор AlCl3. 

#### Нітрування
На прикладі бензолу:
{\displaystyle {\ce {C6H6 + HNO3 ->[t, H2SO4]C6H5NO2 + H2O}}}
В результаті взаємодії бензолу і нітратної кислоти утворюється нітробензен і вода. В результаті реакції утворюється жовта рідина і запах гіркого мигдалю, що є якісною реакцією на бензен. Реакція відбувається за наявності каталізатора H2SO4 (концентрованого розчину) — сульфатної кислоти, що є дуже гігроскопічною речовиною і поглинає воду, а також високої температури.

#### Окиснення
На прикладі толуену: 
{\displaystyle {\ce {C6H6CH3 + 3[O] -> C6H5COOH + H2O}}}
Окисником виступає KMnO4 (перманганат калію). В результаті окиснення утворюється бензойна кислота, оксид марганцю(IV) і вода. Під час реакції відбувається знебарвлення розчину перманганату калію.

#### Алкілування
На прикладі бензену:
{\displaystyle {\ce {C6H6 + CH3Cl ->[AlCl3, t] C6H5CH3 + HCl}}}
Реакція відбувається при високій температурі з хлоридом алюмінію.

### Приєднання

#### Гідрування
На прикладі бензолу: 
{\displaystyle {\ce {C6H6 + 3H2 -> C6H12}}}
При приєднанні до бензолу атомів водню утворюється циклогексан. Відбувається розірвання подвійних зв'язків (у формулі Кекуле). Реакція відбувається за наявності нікелевого каталізатора і підвищеної температури:

#### Хлорування
На прикладі бензолу: 
{\displaystyle {\ce {C6H6 + 3Cl2 -> C6H6Cl6}}}
При приєднанні до бензолу атомів хлору утворюється гексахлорциклогексан (гексахлоран). Реакція відбувається лише за наявності світла.

### Ізомерія
У ароматичних вуглеводнів, що містять два або більше замісників у ядрі, можлива ізомерія взаємного положення. Наприклад, у ксилолу може бути три ізомера: о-ксилолу — замісники знаходяться в положенні 1, 2; м-ксилолу — в положенні — 1,3; п-ксилолу — в положенні — 1,4.

## Добування
Ароматичні вуглеводні синтезують за реакціями Віттіга та Фріделя — Крафтса. В промисловості ароматичні вуглеводні спочатку добували з кам'яновугільної смоли; тепер їх добувають головним чином ароматизацією погонів нафти.
- Реакція Зелінського (на прикладі бензолу): C6H12 → C6H6 + 3H2

Добування бензолу відбувається із циклогексану при його термічному розпаді за наявності каталізатора платини чи паладію до утворення бензолу і водню.
- Тримеризація ацетилену:

3C2H2 → C6H6
При нагріванні (температура близько 600 °C) і наявності каталізатора — активованого вугілля 3 молекули ацетилену об'єднуються в одну молекулу бензолу.

## Застосування
Ароматичні вуглеводні широко застосовують у виробництві барвників, пластичних мас, хіміко-фармацевтичних препаратів, вибухових речовин, синтетичних волокон, моторного палива тощо.